# Xa lộ Liên tiểu bang 78
Xa lộ Liên tiểu bang 78 (tiếng Anh: Interstate 78 hay viết tắt là I-78) là một xa lộ liên tiểu bang tại Đông Bắc Hoa Kỳ, có tổng chiều dài là 144 dặm (231 km), bắt đầu từ Xa lộ Liên tiểu bang 81 nằm ở phía đông bắc thành phố Harrisburg, Pennsylvania đi qua Allentown, Pennsylvania, tây và bắc tiểu bang New Jersey đến Đường hầm Holland và Hạ Manhattan trong Thành phố New York.
I-78 là một con lộ chính nối các cảng trong Thành phố New York và khu vực New Jersey với các điểm phía tây với trên 4 triệu xe tải hàng năm, tiêu biểu khoảng 24% tất cả xe cộ. Giao thông bằng xe tải trên xa lộ này được tiên đoán gia tăng một khi Kênh đào Panama được hoàn thành việc mở rộng vào năm 2015. Khi đó có nhiều tàu thuyền của châu Á được tiêu đoán là sẽ cập các cảng Đông Duyên hải Hoa Kỳ.

## Mô tả xa lộ

### Pennsylvania

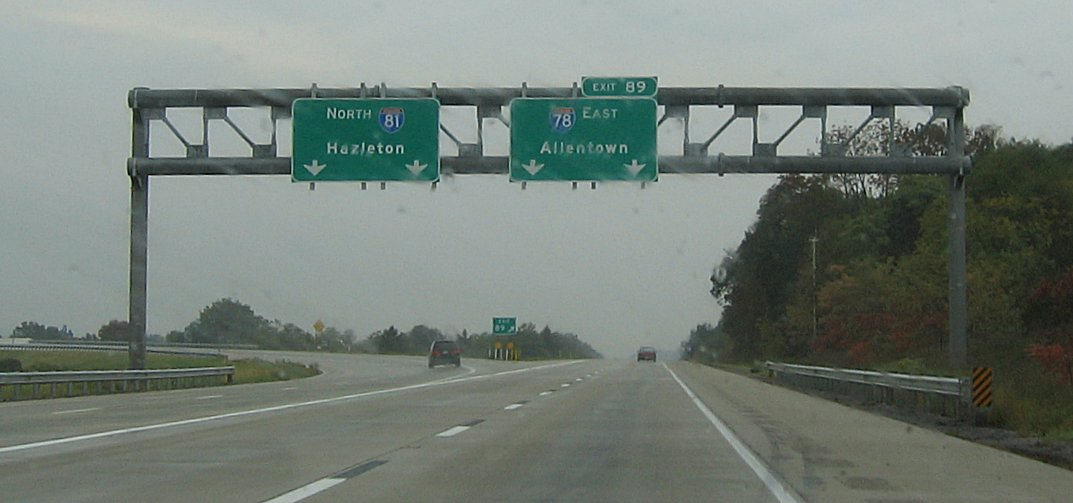
Đến nút giao thông lập thể Xa lộ Liên tiểu bang 78 trên Xa lộ Liên tiểu bang 81 chiều đi hướng bắc trong Xã Union, Quận Lebanon, Pennsylvania.

I-78 bắt đầu tại nút giao thông với Xa lộ Liên tiểu bang 81 nằm trong Xã Union, Quận Lebanon, Pennsylvania, khoảng 25 dặm (40 km) về hướng đông bắc Harrisburg. Gần điểm cuối phía đông của quận, tại lối ra 8, Quốc lộ Hoa Kỳ 22 nhập vào I-78, chạy trừng nhau khoảng 43 dặm (69 km) tiếp theo.
Ở lối ra 51 trong Xã Upper Macungie, Quốc lộ Hoa Kỳ 22 rời khỏi xa lộ cao tốc. Người lái xe trên chiều hướng đông của I-78 phải dùng lối ra này để đến I-476 (đoạn nối dài đông bắc của Xa lộ thu phí Pennsylvania), và người lái xe chiều hướng tây phải dùng lối ra 53 và sau đó dùng Quốc lộ Hoa Kỳ 22 chiều hướng tây. Từ lối ra 53 đến 60, I-78 chạy trùng với Xa lộ Pennsylvania 309. Xa lộ sáu làn xe trùng này đi tránh khỏi thành phố Allentown về phía nam và đi qua Núi South.
Tại lối ra 60, PA 309 chiều hướng nam rời xa lộ I-76 để đi đến Quakertown.  Sáu dặm sau đó, có một nút giao thông giữa Xa lộ Pennsylvania 412 và I-78 tại Hellertown. Xa lộ 412 cũng đi đến Bethlehem và Đại học Lehigh. Tại mốc dặm 71, Xa lộ Pennsylvania 33 giao cắt nó tại lối ra 71. Xa lộ 33 đi qua Dãy núi Pocono và đi đến Bangor và Xa lộ Liên tiểu bang 80. Lối ra cuối cùng trên I-78 trong tiểu bang Pennsylvania là để đến Lộ Morgan Hill là lộ đi đến Xa lộ Pennsylvania 611 và Easton. Xa lộ Liên tiểu bang 78 sau đó vượt Cầu thu phí Xa lộ Liên tiểu 78 và vào tiểu bang New Jersey.

### New Jersey
Sau khi qua Cầu thu phí Xa lộ Liên tiểu bang 78, I-78 vào tiểu bang New Jersey với tên gọi là Xa lộ cao tốc Phillipsburg-Newark. Xa lộ bắt đầu chạy song song với Xa lộ Quận 642 trong thị trấn Alpha. Tại lối ra 3, một nút giao thông lập thể gom Quốc lộ Hoa Kỳ 22, Xa lộ New Jersey 122 và Xa lộ New Jersey 173 lại với Xa lộ Liên tiểu bang 78 tại thị trấn Phillipsburg. Quốc lộ Hoa Kỳ 22 bây giờ chạy trùng với I-78 cho đoạn đường dài 15 dặm (24 km) kế tiếp. Đi về hướng tây, lối ra 4 rời bên tay phải để vào Lộ quận 637 và Warren Glen. Lối ra kế là lối ra số 6 đến Lộ quận 632 tại Bloomsbury. Tuy nhiên số xa lộ không được cắm biển trên Xa lộ Liên tiểu bang 78. Lối ra 7 là lối đầu tiên trong số một vài lối ra chiều hướng đông của Xa lộ New Jersey 173. Lối ra này nằm trong Bloomsbury khi Xa lộ 173 bắt đầu chạy song song với xa lộ liên tiểu bang. Bốn dặm sau đó, Lối ra 11 rời phía bên phải như một lối ra khác cho Xa lộ New Jersey 173. Lộ quận Warren 614 cũng nằm ngoài lối ra. Lối ra 12, chiều hướng tây lần nữa dành cho NJ 173. Tuy nhiên, Lối ra 12 chiều hướng đông dành cho con lộ chạy cặp song song với Xa lộ Liên tiểu bang 78.

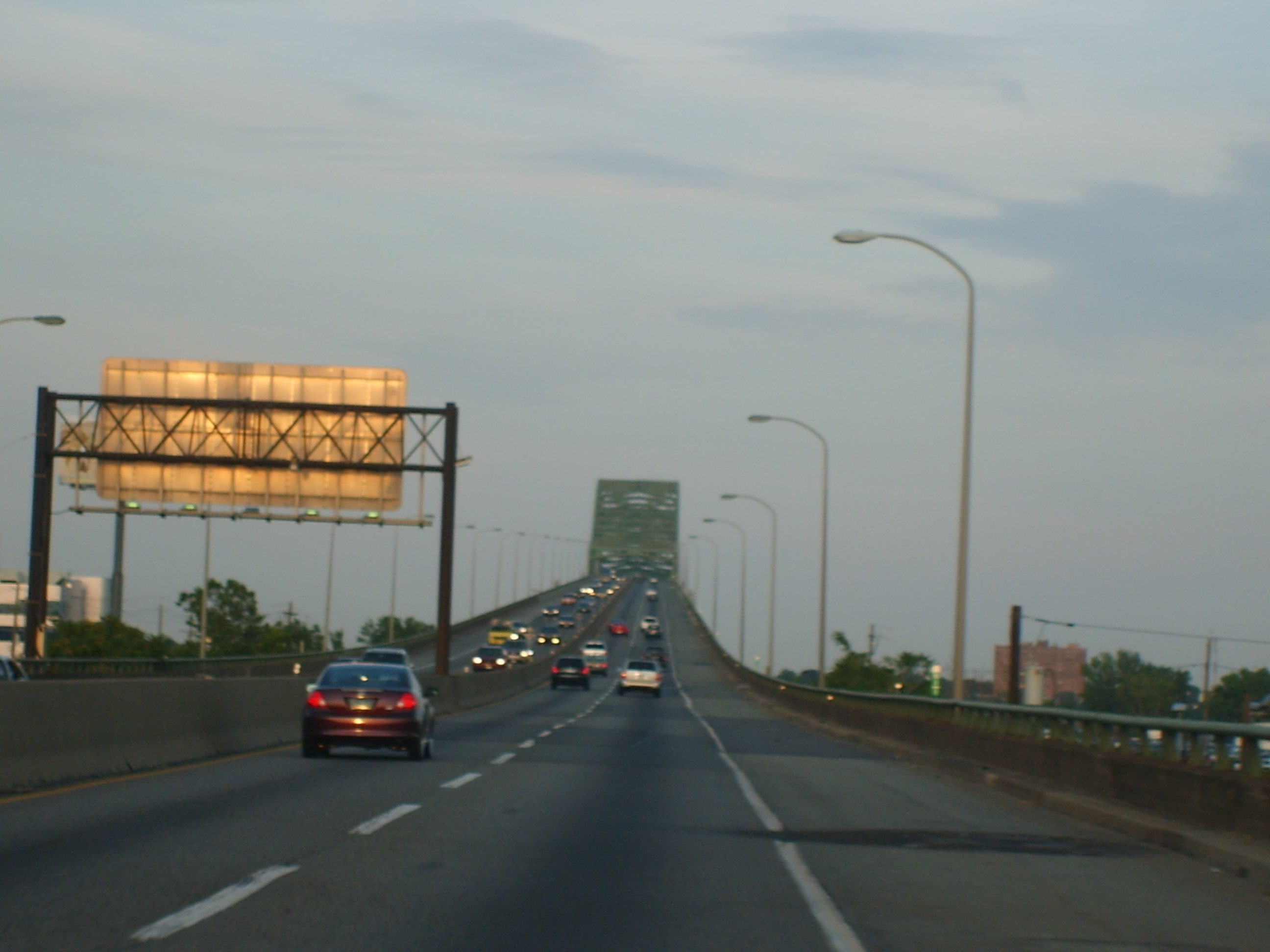
I-78 chiều hướng đông tại Cầu Vịnh Newark.

Lối ra 13 chỉ dành cho chiều hướng tây và là lối ra khác của NJ 173. Gần lối ra này, đi chiều hướng đông, lộ chạy cặp song song nhập vào xa lộ liên tiểu bang. Lối ra 15 dành cho NJ 173 và Lộ quận 513 tại Xã Franklin. Lối ra 17 dành cho NJ 31 tại Xã Clinton. Trong thị trấn Annandale, Quốc lộ Hoa Kỳ 22 rời Xa lộ Liên tiểu bang 78 tại lối ra 18. Quốc lộ 22 tiếp tục đi về hướng Bound Brook và Quận Union. Tại lối ra 20, Lộ quận Hunterdon 639 giao cắt I-78. Hunterdon 639 đi về phía Hồ Thung lũng Round Valley. Lối ra 24 dành cho Lộ quận 523 đi Oldwick. Tại lối ra 29, Xa lộ Liên tiểu bang 287, Quốc lộ Hoa Kỳ 202 và Quốc lộ Hoa Kỳ 206 chuyển đổi đường với I-78 tại Bedminster. Tại điểm này, trong Quận Somerset, Lối ra 33, 36 và 40 là dành cho các lộ quận trong Xã Warren. Tại lối ra 41, I-78 đi vào Quận Union. Tại lối ra 45, Lộ quận 527 giao cắt sau khi chạy song song một đoạn. Phía tây lối ra 48, I-78 tách thành xa lộ cao tốc và xa lộ địa phương. Lối ra 48 dành cho Xa lộ New Jersey 24 tại Springfield. Lồi ra 49A dành cho các xa lộ nhánh ngắn của NJ 24, Xa lộ New Jersey 124. Lối ra 52 dành cho Xa lộ Công viên Tiểu bang Garden trong Union. Tại Lối ra 57 và 58, Xa lộ New Jersey 21, Quốc lộ Hoa Kỳ 1, Quốc lộ Hoa Kỳ 9 và Quốc lộ Hoa Kỳ 22 giao cắt Xa lộ Liên tiểu bang 78. Lối ra tạo đường đi đến Sân bay quốc tế Newark Liberty.
Phía đông lối ra 58 tại mũi phía đông Newark, I-78 trở thành Xa lộ nối dài Vịnh Newark của Xa lộ thu phí New Jersey. Qua trạm thu phí đầu tiên, I-78 có một nút giao thông với Xa lộ Liên tiểu bang 95 (Xa lộ thu phí New Jersey) và băng qua Vịnh Newark qua ngã Cầu Vịnh Newark. Lối ra đầu tiên, 14A, dành cho Xa lộ New Jersey 440 tại Bayonne. Có thể đến Công viên Tiểu bang Liberty và Trung tâm Khoa học Liberty bằng Lối ra 14B. Lối ra 14C là lối ra mang số cuối cùng, tạo lối đến Xa lộ thu phí New Jersey. Xa lộ New Jersey 139 chạy trùng với I-78 khi nó gần đến Đường hầm Holland và đi vào tiểu bang New York.

### Thành phố New York

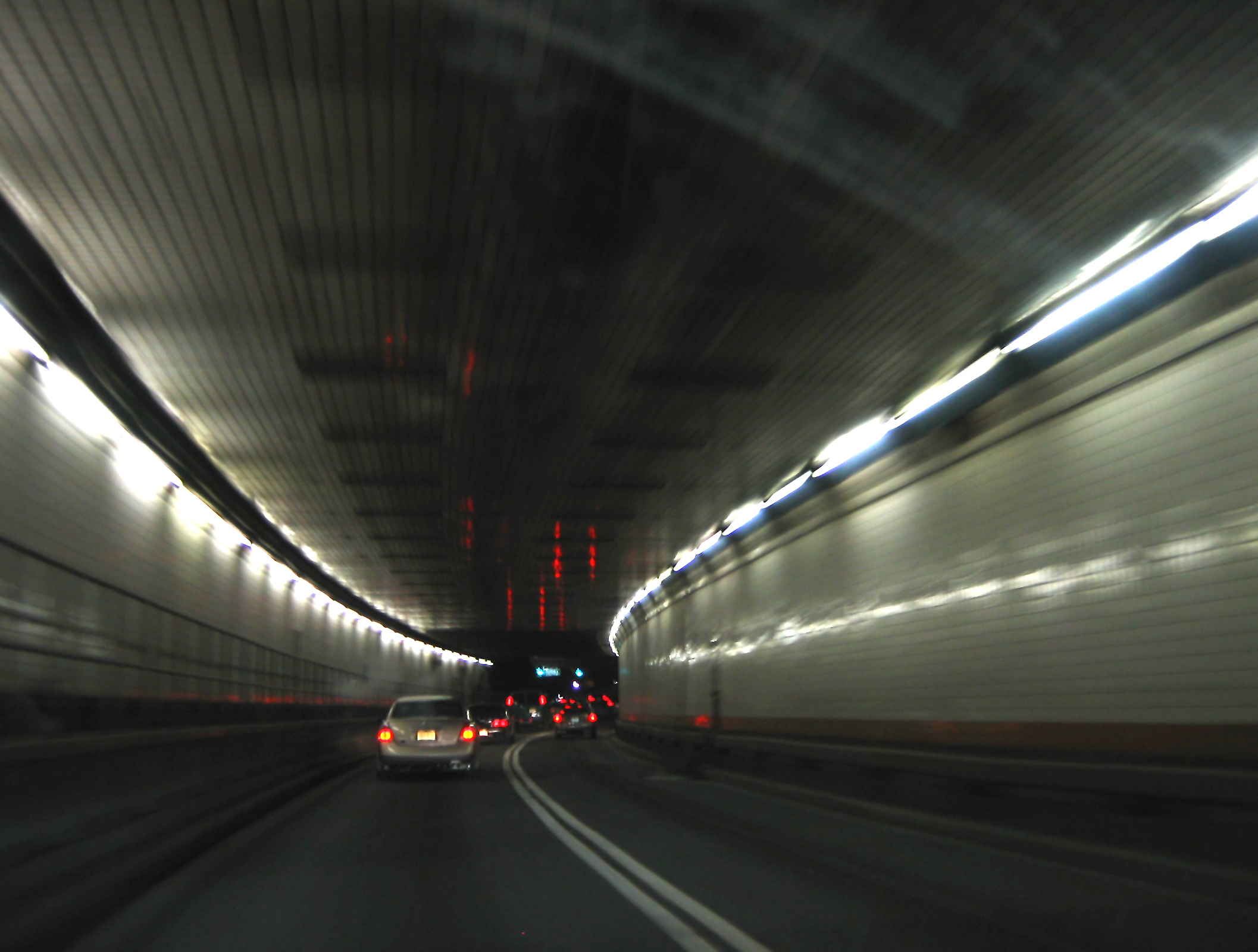
I-78 tại đường hầm Holland.

Chiều dài của I-78 trong tiểu bang New York chỉ khoảng 1/2 dặm (1 km) - nửa đường hầm Holland và vòng xoay chỉ dành làm lối ra nằm ngay bên ngoài điểm cuối đường hầm. Con đường này được hoạch định chạy về phía đông và bắc qua Thành phố New York để kết thúc tại Xa lộ Liên tiểu bang 95 tại the Bronx, nhưng các đoạn của con đường được dự định xây dựng trong đó có Xa lộ cao tốc Hạ Manhattan bị hủy bỏ.
Trong Thành phố New York, I-78 tiếp tục chạy qua vòng xoay chỉ dành làm lối ra được biết với tên gọi là "Saint John's Rotary". Năm lối ra riêng biệt từ vòng xoay được đặt số từ 1 đến 5 - theo chiều ngược kim đồng hồ. Lối ra cuối cùng — và là lối đi tiếp tục về hướng đông — là Lối ra 5 và cũng là Phố Canal. Theo các kế hoạch gốc, I-78 đáng ra sẽ tiếp tục đi qua Manhattan với tên gọi là Xa lộ cao tốc Hạ Manhattan rồi lên Cầu Williamsburg, và sau đó ra khỏi I-278 trên xa lộ cao tốc chưa từng được xây tên  Bushwick qua Brooklyn vào trong Queens gần Sân bay quốc tế John F. Kennedy. Một đoạn của I-78 tại sân bay được xây dựng với tên gọi là Xa lộ cao tốc Nassau, sau đó có tên là Xa lộ Liên tiểu bang 878 và hiện nay là Xa lộ New York 878 mặc dù phần lớn chiều đi hướng tây chưa bao giờ được xây dựng. Ở phía đông sân bay, I-78 đáng lẽ quay hướng bắc trên Xa lộ cao tốc Clearview (được xây ở phía bắc Phố Hillside trong khu Queens và hiện nay là I-295), chạy qua Cầu Throgs Neck, và chia thành hai nhánh  ngắn, kết thúc tại Xa lộ Liên tiểu bang 95 qua ngã Xa lộ cao tốc Throgs Neck (bây giờ là I-695) và Nút giao thông lập thể Bruckner qua ngã Xa lộ cao tốc Cross Bronx (hiện nay là một phần của I-295).

## Các xa lộ giao cắt chính
- Xa lộ Liên tiểu bang 81 tại Xã Union, Pennsylvania
- Quốc lộ Hoa Kỳ 22 tại Xã Union và Xã Upper Macungie
- Xa lộ Liên tiểu bang 476 qua ngã Quốc lộ Hoa Kỳ 22 gần Allentown
- Xa lộ Liên tiểu bang 287 tại Bedminster, New Jersey
- Quốc lộ Hoa Kỳ 1-9 tại Newark
- Xa lộ Liên tiểu bang 95 (Xa lộ thu phí New Jersey) tại thành phố Newark

## Các xa lộ phụ

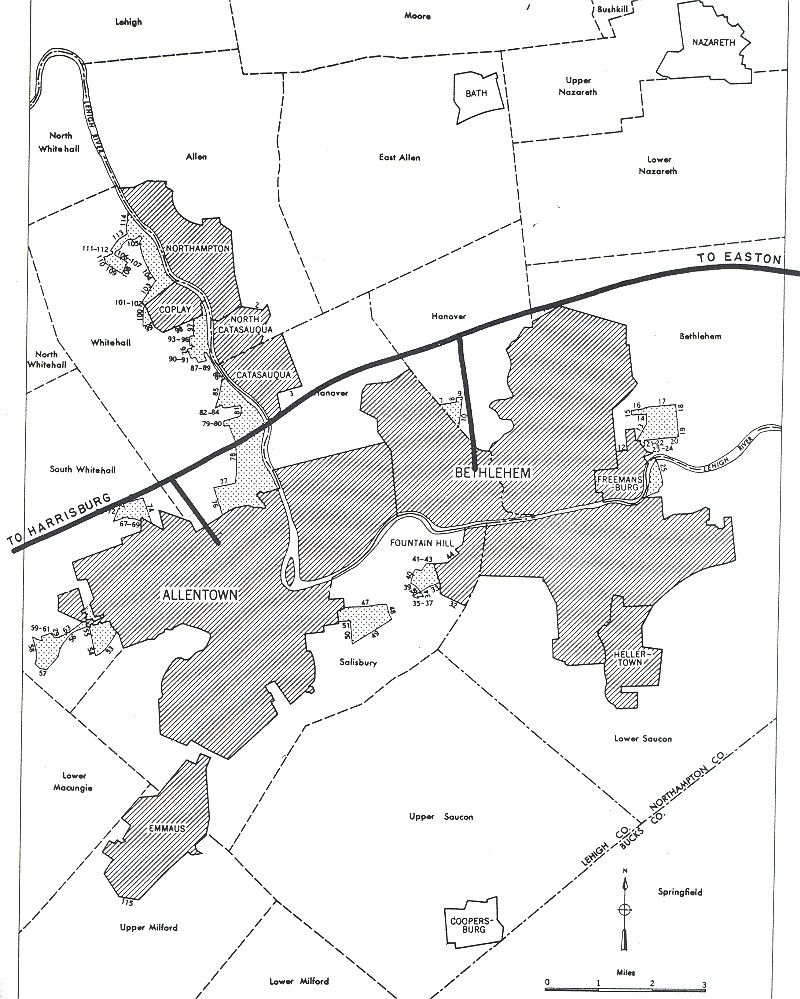
Bản đồ năm 1955 về I-178 và I-378

Tất cả các xa lộ phụ của I-78 đều phục vụ Thành phố New York; tuy nhiên, không có xa lộ nào thật sự giao cắt với I-78 vì xa lộ I-78 bị thu ngắn lại ở điểm cuối phía đông của đường hầm Holland.
- Xa lộ Liên tiểu bang 278 chạy từ Quốc lộ Hoa Kỳ 1/9 gần Elizabeth, New Jersey trên Cầu Goethals qua Đảo Staten trên Cầu Verrazano Narrows và qua Brooklyn và Queens, và qua Cầu Ba Quận vào the Bronx kết thúc tại Xa lộ Liên tiểu bang 95 tại Nút giao thông lập thể Bruckner. Xa lộ Liên tiểu bang 278 được dự tính nối dài về phía tây từ Elizabeth đến Xa lộ Liên tiểu bang 78 tại Springfield, Quận Union, New Jersey, và phải giao cắt I-78 tại điểm cuối phía đông của Cầu Williamsburg tại Brooklyn. Cho đến năm 1972, I-278 chạy dọc Xa lộ Liên tiểu bang 895 và một đoạn nối dài được đề xuất đến Xa lộ Liên tiểu bang 95 trong khi đó Xa lộ Liên tiểu bang 278 ở phía đông của I-895 là I-878.
- Xa lộ Liên tiểu bang 478 là một tên đặt không biển dấu cho Đường hầm Brooklyn-Battery, một đường nhánh ngắn từ Xa lộ Liên tiểu bang 278 đi vào Hạ Manhattan. Các kế hoạch đã được thực hiện để nó tiếp tục đi về hướng bắc dọc theo Xa lộ West Side (Xa lộ 9A) đến Xa lộ Liên tiểu bang 78 tại Đường hầm Holland, nhưng bị hủy bỏ. Các kế hoạch củ đáng lẽ đã cho nó cùng nhiệm vụ — đó là nối I-78 với I-278 - nhưng dọc theo Cầu Manhattan.
- Xa lộ Liên tiểu bang 678 chạy từ I-278 tại Nút giao thông lập thể Bruckner ở phía nam trên Cầu Bronx-Whitestone đến Sân bay quốc tế John F. Kennedy. Nó đáng ra giao cắt với Xa lộ Liên tiểu bang 78 ở điểm cuối phía nam của nó. Các kế hoạch gốc cho phép I-678 đi về phía tây trên Xa lộ Công viên Grand Central đến I-278.
- Xa lộ Liên tiểu bang 878 là tên đặt không biển dấu cho một đoạn của Xa lộ Tiểu bang New York 878, một xa lộ cao tốc ngắn đông–tây nằm bên rìa phía bắc của Sân bay Kennedy. Nó từng được dự tính là một phần của I-78, và hiện nay nó giao cắt với I-678. Mã số được đặt vào năm 1989.
- Một cựu Xa lộ Liên tiểu bang 878 tồn tại từ 1959 to 1972 dọc theo I-278 hiện tại ở phía đông Xa lộ Liên tiểu bang 895. (I-895 từng là một phần của I-278.)

Tại đông Pennsylvania, Xa lộ 378 vào phố chính Bethlehem từng là Xa lộ Liên tiểu bang 378, nhưng được thiết kế lại thành một xa lộ tiểu bang sau khi I-78 bị đổi đường sang một con đường mới ở phía nam. Một Xa lộ Liên tiểu bang 178 ban đầu được dự kiến như một đoạn kéo dài vào phố chính Allentown nhưng bị hủy bỏ vì sự phản đối của địa phương.